# Galgkade

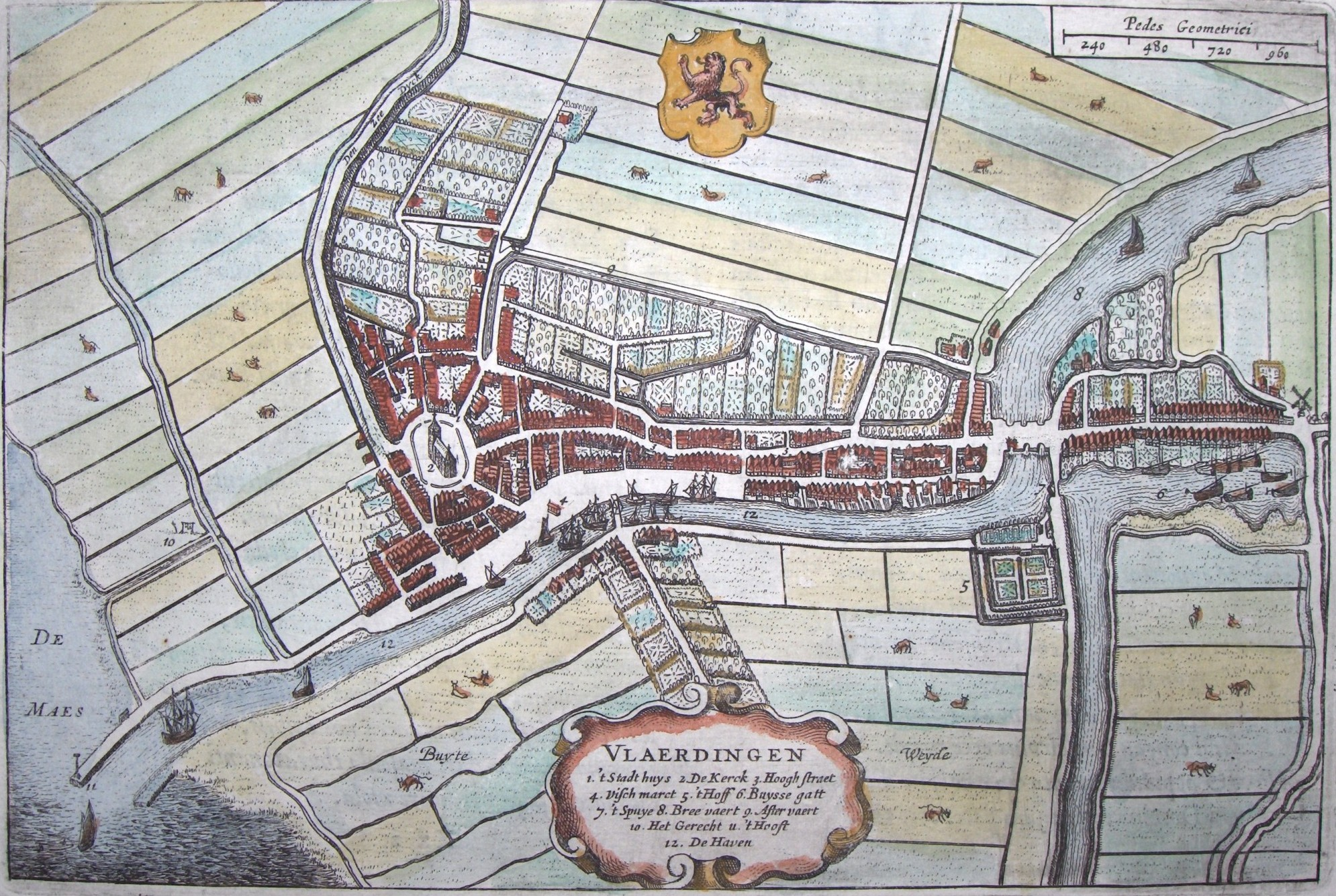
De plek van de galg is op deze kaart aangegeven als nr. 10

De Galgkade is een weg in Vlaardingen die, van de aanleg omstreeks 1890, tot de demping omstreeks 1957, de zuidelijke kade aan de voormalige Spoorhaven vormde. De Galgkade loopt parallel aan de voormalige Hoekse Lijn, die sinds 2019 deel uitmaakt van de Rotterdamse metro en bediend wordt door de metrolijnen A en B. Op de tegenoverliggende kade bevond zich oorspronkelijk een laad- en losplek voor goederenvervoer via het spoor, bij station Vlaardingen Centrum. De naam van de weg is misleidend, want reeds bij de aanleg van de haven was de galg al bijna een eeuw verdwenen. Deze stond op een plek die bekendstond als "Het Gerecht", een open terrein ongeveer daar waar nu het einde van de Galgkade ligt.
Aan de Galgkade was het plaatselijke zwembad (in de Spoorhaven) gelegen, en ook drie inmiddels verdwenen windmolens: runmolen De Bonte Os, zaagmolen De Roos (omstreeks 1890 afgebroken) en snuifmolen De Vrijheid (afgebroken in 1925). Vanwege de molens die langs de weg stonden had de weg vroeger de naam Molenpad.